# Metroid Prime 2: Echoes
Metroid Prime 2: Echoes (Metroid Prime 2: Dark Echoes en Japón) es un juego de aventura en primera persona desarrollado por Retro Studios y distribuido por Nintendo para la consola Nintendo GameCube. Fue lanzado en primer lugar, en EE. UU. el 15 de noviembre de 2004. Hubo una reedición del mismo para Wii bajo el sello New Play Control! en Japón mientras que en América y Europa salió en la recopilación Metroid Prime Trilogy.
Es el segundo capítulo de la trilogía Prime de la  saga Metroid y es la secuela directa de Metroid Prime pese a que se sitúa cronológicamente después de Metroid Prime: Hunters (Nintendo DS).
Es el único de la saga en incluir modo multijugador.

## Argumento
Transcurridos seis meses desde los eventos de Metroid Prime, Samus Aran ha sido contratada por la Federación Galáctica para investigar la desaparición de un grupo de soldados en el planeta Aether y prestarles ayuda si es necesario. Samus acepta la misión, sin embargo al entrar en la atmósfera del planeta su nave es dañada por una tormenta eléctrica. Samus aterriza cerca de las últimas coordenadas de los soldados y comienza a explorar los alrededores para buscar supervivientes. No muy lejos del lugar de aterrizaje, cuando exploraba una caverna, encuentra un portal interdimensional.
El portal, al atravesarlo la hace aparecer en una cueva similar a la que se encontraba, pero con una atmósfera corrosiva y grandes cantidades de Phazon en sus paredes, además de una misteriosa figura que parecía estar absorbiendo el Phazon de aquel mismo lugar, pero al acercarse a la figura Samus se da cuenta de que es una versión oscura de ella misma: Samus Oscura. Ella en un intento de ponerse en guardia, Samus Oscura dispara y destruye el cristal que iluminaba la pequeña área de la caverna que no era afectado por la atmósfera corrosiva, haciendo que Samus quede envuelta en la oscuridad y en la atmósfera, dañándola seriamente y de manera progresiva , y mientras se intenta reincorporar, unas criaturas (Guardianes de la Horda) comienzan a atacar a Samus y luego la lanzan de regreso al portal, dimensional devolviéndola a la versión normal de la caverna pero como consecuencia aquellas criaturas habían robado la mayoría de mejoras del traje de Samus dejándola al mínimo de capacidad.
Tras pasar por las Tierras del Templo y haber hecho frente a un enjambre de esquirlas oscuras, una Esquirla Alfa y su versión oscura, Samus se encuentra con un habitante llamado U-Mos cuya raza son los Luminoth (Luminarios), U-Mos le cuenta que el planeta ha sido atacado por una raza alienígena denominada los Oscuros y que está a punto de ser dominado por la maldad y oscuridad de la Horda, además de que los Oscuros han acabado casi con todos los Luminoths exceptuando unos cuantos en estado de hibernación para que cuando la guerra contra la Horda termine, despierten. U-Mos le pide ayuda a Samus para recuperar la energía que le fue arrebatada al planeta Aether y viajar a la otra dimensión cuya existencia es una versión oscura del mismo planeta denominado "Aether Oscuro" donde yace la energía robada del planeta en los templos oscuros, sustraerla de la versión oscura y devolverla al templo del Aether original. 
Al paso de que Samus avanza en su misión se percata de que la Horda Oscura no es el único enemigo al que tiene que enfrentar. Al igual que en otras misiones en las que ha participado, aparecen los Piratas Espaciales, pero eso no es lo peor; Samus se reencontrará con su anterior enemigo que creyó haber vencido anteriormente en su misión pasada en el planeta Tallon IV: El Metroid Prime.
En la misión pasada,  el Metroid Prime absorbió el material genético y el módulo del Traje de Phazon de Samus durante los últimos momentos del combate, por lo que ahora Samus se enfrenta de nuevo con su enemigo, Samus Oscura en varios momentos de la misión. Esto le hace más difícil a Samus Aran completar su misión de acabar con la Horda Oscura antes de que el planeta se "oscurezca" y sea consumido por Aether Oscuro.
Al final del juego cuando falta restaurar la energía principal de Aether, el enemigo final no es otro que el Emperador Oscuro, el verdadero enemigo tanto de Samus como de los Luminoth; y cuando es vencido y absorbido la energía restante que yacía en Aether Oscuro, toda la versión del planeta oscuro empieza a colapsar a falta de la energía robada, y en un último intento de detener a Samus, Samus Oscura aparece como Jefe final "Absoluto" del juego, cabe destacar que Samus Oscura es solo asunto de Samus, no de los Luminoth como tal.

## Sistema de juego
Al igual que Metroid Prime, Echoes hace uso de la primera persona para desarrollar un juego de aventura, exploración y plataformas, manteniendo en segundo plano los combates. Una vez más la cámara sitúa al jugador dentro del DRA de Samus donde se visualizan el radar, un mapa de proximidad, un medidor de peligro, los visores disponibles y contador de misiles y munición para las nuevas armas. Se progresa en el juego a medida que se consiguen nuevas y mejores habilidades y recorriendo todas las regiones del planeta en el que se sitúa la trama.

### Modos de juego
Metroid Prime 2: Echoes es el primer Metroid que incluye un modo de juego alternativo al modo aventura. En el juego encontramos, por tanto, dos modalidades de juego:
- Un jugador: adentra al jugador en el modo historia del juego.
- Multijugador: un sencillo modo multijugador en el que pueden enfrentarse hasta cuatro Samus en pantalla dividida. Sin embargo, no se caracteriza precisamente por un planteamiento brillante: ofrece únicamente dos modos juego y pocos escenarios ligeramente ampliables cuando se desbloquean más en el modo Un jugador. Este error, sin embargo, fue subsanado en el multijugador de Metroid Prime: Hunters, caracterizado por tener conectividad gracias a la CWF de Nintendo.

### Regiones
La trama del juego se sitúa en el planeta Aether, del que existe un gemelo oscuro. Por ello, cada región del planeta cuenta también con una parte oscura. Las regiones que se visitan del planeta son:
- Tierras del Templo. Su parte oscura son las Tierras del Templo Oscuro. Es la región del planeta que comunica con todas las demás. Es la primera que se visita al comenzar la aventura.
- Yermos de Agón. Una región desértica que una vez fueron planicies verdes pero se vieron afectados por el impacto del meteoro, en la que los Piratas Espaciales han construido su base de operaciones. Su parte oscura son los Yermos de Agón Oscuro. Es el primer lugar al que Samus debe dirigirse cuando U-Mos le encomienda la misión.
- Ciénagas de Torvus. Una región en su mayor parte inundada o sumergida en aguas, consecuencia de las inundaciones que barrieron los bosques que hubo antes también provocadas por el impacto del meteoro. Su parte oscura son las Ciéganas de Torvus Oscuro.
- Santuario del Templo. La fortaleza original de los Luminoths, antes de que las máquinas y sistemas defensivos se volviesen contra ellos al ser corrompidos por la Horda. Se corresponde con La Colmena en Aether Oscuro.
- Gran Templo: es el lugar de encuentro con U-Mos. Se corresponde con el Templo del Cielo en Aether Oscuro que es la morada del Emperador Oscuro, líder de la Horda y área final del juego.

### Inventario
Una vez más, Samus tiene acceso a un amplio repeetorio de armas e ítems varios para progresar en su aventura. Echoes aporta más objetos todavía no vistos en Prime.
- Morfosfera: la tecnología de la Morfosfera es la misma que la entrega anterior, el modelo básico, la Turbosfera, la Aracnosfera, las bombas y las bombas de energía.

- Cañón: nuevamente hay cuatro armas disponibles en el juego, pero en Echoes son diferentes a excepción del Rayo básico. A lo largo de la aventura Samus conseguirá el Rayo Oscuro, el Rayo de Luz y el Rayo Aniquilador cada uno con su Combo de Recarga Correspondiente. Estos últimos no tienen munición ilimitada, cada rayo tiene su propia munición salvo el Aniquilador que combina las municiones de las otras armas. Los misiles tienen una nueva habilidad denominada el Localizador.

- Trajes: los trajes disponibles en esta aventura son menos que la anterior, solo tres. La aventura comienza con el Traje Climático como inicial, tras derrotar al primer jefe se adquiere el Traje Oscuro que resiste mejor la atmósfera dañina de Aether Oscuro pero no la anula del todo y, por último, el Traje de Luz, que es la combinación de las tres fuentes de energía recuperadas de los templos condensadas en el acumulador de energía del Gran Templo y protege completamente de la atmósfera del gemelo oscuro del planeta además de permitirnos viajar por haces de luz de los templos y ciertos escenarios.

- Visores: los dos disponibles desde el principio son el Visor de Combate y el Visor de Escaneo. Los dos visores nuevos son el Visor Oscuro, con características muy silimares a las del Visor de Rayos X solo que actúa como mejora para identificar enemigos tanto invisibles como normales y de paso, detectar enemigos de Aether Oscuro en el Aether original, y el Ecovisor para accionar mecanismos de frecuencia inaccesibles por medios convencionales y armas convencionales.

- Objetos secundarios: nuevamente nos podremos hacer con las Botas de Salto Espacial y habrá disponibles una gran cantidad de expansiones para el lanzamisiles, las bombas de energía, los tanques de energía y, como novedad, Expansiones de Rayo que aumentan la munición disponible del Rayo Oscuro y del Rayo de Luz.

### Banco de Datos
Nuevamente Samus tiene acceso a un gran almacén de datos necesarios para cumplir con éxito la misión. En esta ocasión el Banco de Datos, muy parecido al de Metroid Prime, guardará información sobre varios objetos, los escaneos realizados a los enemigos y nuevamente, quedarán almacenados los Datos Pirata y la historia de los Luminarios en el apartado de Crónicas Luminarias.

## New Play Control!

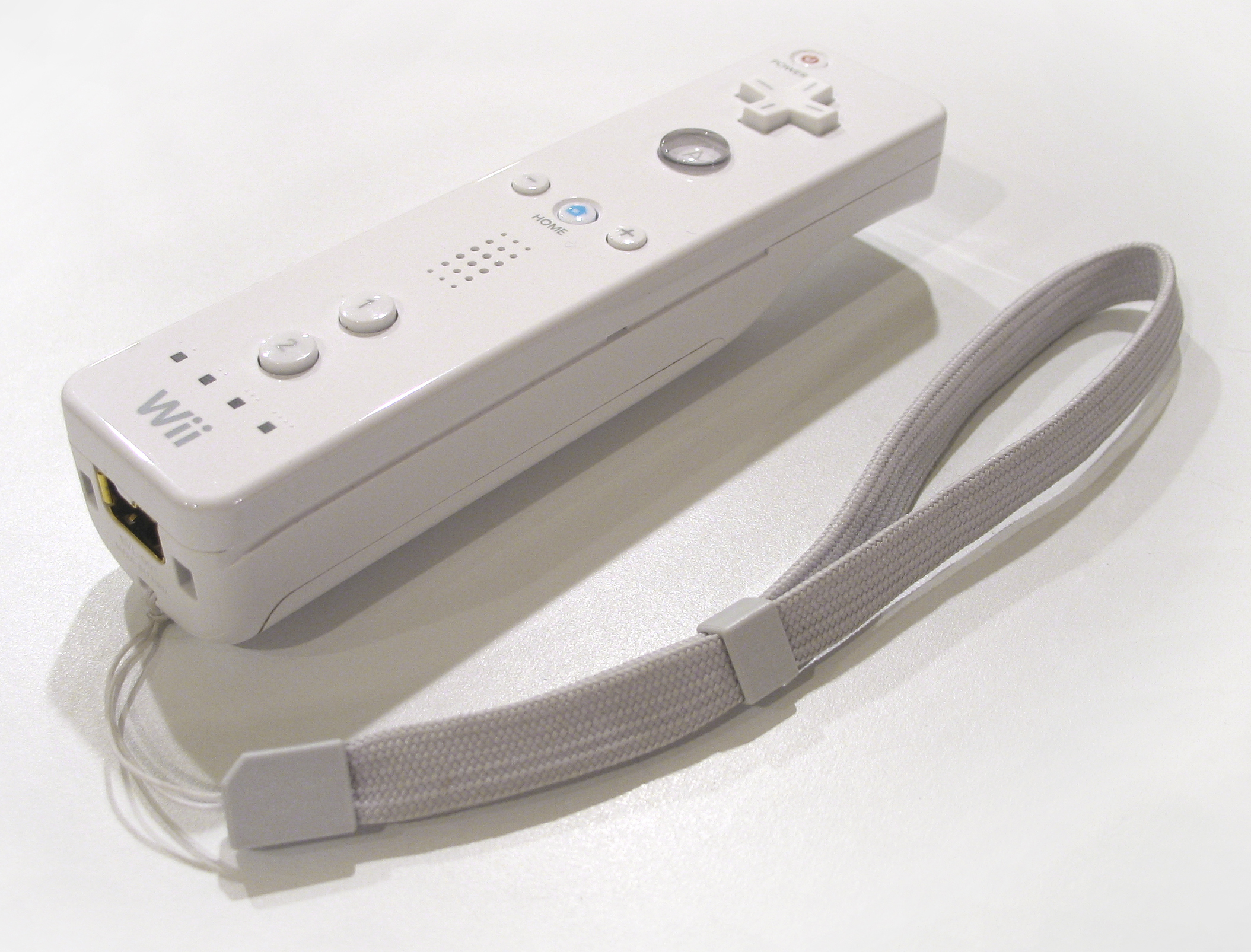
El mando de Wii, principal atractivo del sello New Play Control!.

Metroid Prime 2: Echoes ha sido uno de los juegos seleccionados para formar parte de la colección New Play Control! que adapta juegos de Nintendo GameCube para Wii.
Entre las mejoras que ofrecerá está versión se encuentran un sistema de control que utiliza el mando de Wii y el Nunchuk como en Metroid Prime 3: Corruption o, más reciente, New Play Control! Metroid Prime. También ofrecerá en exclusiva para Wii un selector de pantalla panorámica (16:9). también podría implantarse un sistema de "Créditos" para comprar los extras del juego y el uso compartido del Banco de Datos entre varias rondas de una misma partida, características que ofrece la tercera parte de la trilogía y que fueron implantadas en la reedición del primer capítulo para Wii.